# Siemens O&K
El Siemens-Schuckert Orenstein y Koppel (normalmente abreviado como Siemens O&K) es un subterráneo utilizado en el Subte de Buenos Aires que fue construido por Siemens-Schuckert y Orenstein y Koppel en 1934, 1937 y 1944, con un pequeño número de coches construidos en la Argentina. Los Siemens O&K fueron el material rodante de las líneas construidas por la Compañía Hispano-Argentina de Obras Públicas y Finanzas (CHADOPyF) y desde entonces ha servido en todas las líneas del subterráneo (con la excepción de la línea B, que utiliza electrificación del tercer riel) de 1934 al día de hoy, tanto en su forma original y como los coches restaurados por el Grupo Emepa y Alstom.
Como tal, ha sido el material rodante más utilizado en la historia del metro, y el segundo en cantidad de años de servicio (Siendo los primeros los Coches La Brugeoise). Los coches originales fueron retirados en julio de 2016, siendo remplazados por nuevos Alstom Serie 300, mientras que los modelos renovados están en el taller lacarra de la línea e
- Años de fabricación: 1934-1937-1944
- Fabricante: Siemens
- Alimentación: Pantógrafo - 1500 VCC
- Velocidad máxima: 65 km/h
- Largo: 17 m
- Ancho: 2,60 m
- Alto: 2,34 m
- Peso: 31 t por coche
- Freno de servicio: neumático
- Freno de emergencia: neumático
- Composición: 4 coches, 2 motores y 2 remolcados (M-R-R-M)
- Capacidad: 162 sentados y 564 parados
- Potencia: 115 kW por motor

## Material rodante
| Formación | Composición                       | Estado   | Original/Reformado | Actividad |
| --------- | --------------------------------- | -------- | ------------------ | --------- |
| F         | M52-R52-R11-M11                   | Retirado | Original           |           |
| H         | Mcb035-R043-R046-Mca046           | Retirado | Reformado (Emepa)  |           |
| -         | R12-...-...-R50                   | Retirado | Original           |           |
| G         | R37-M37-M5-...                    | Retirado | Original           |           |
| B         | Mca004-Rp004-Mp002-Rp026-Mcb026   | Retirado | -                  |           |
| A         | Mca032-Rp032--Rp016-Mp029-Mcb 016 | Retirado | -                  |           |

## Historia
Los primeros coches Siemens-Schuckert Orenstein y Koppel fueron adquiridos en 1933 por la Compañía Hispano-Argentina de Obras Públicas y Finanzas. (CHADOPyF) para la primera línea construida por la empresa en la ciudad, Línea C (entonces conocida como Línea 1, aunque fue la tercera construida en la ciudad), que fue inaugurado en 1934. Funcionaron en la Línea hasta el año 2007, cuando fueron reemplazadas por unidades japonesas Nagoya Conocidas Como Nagoya Series 250/300/1200, y transferidos a la Línea H
Cuando la CHADOPyF completo la Línea D en 1937, los Siemens fueron el material rodante hasta los años 90, cuando fueron reemplazados por los Fiat-Materfer y más tarde por los Alstom Metrópolis Serie 100 en 2001. En 1944, la Línea E fue la última línea construida por CHADOPyF y fue, una vez más, inaugurada con los Siemens. En 1964 se adquieren coches españoles CAF-GEE, de aspecto similar a los Siemens, funcionaron en las últimas dos líneas de la CHADOPyF (La D y la E)

## Uso reciente

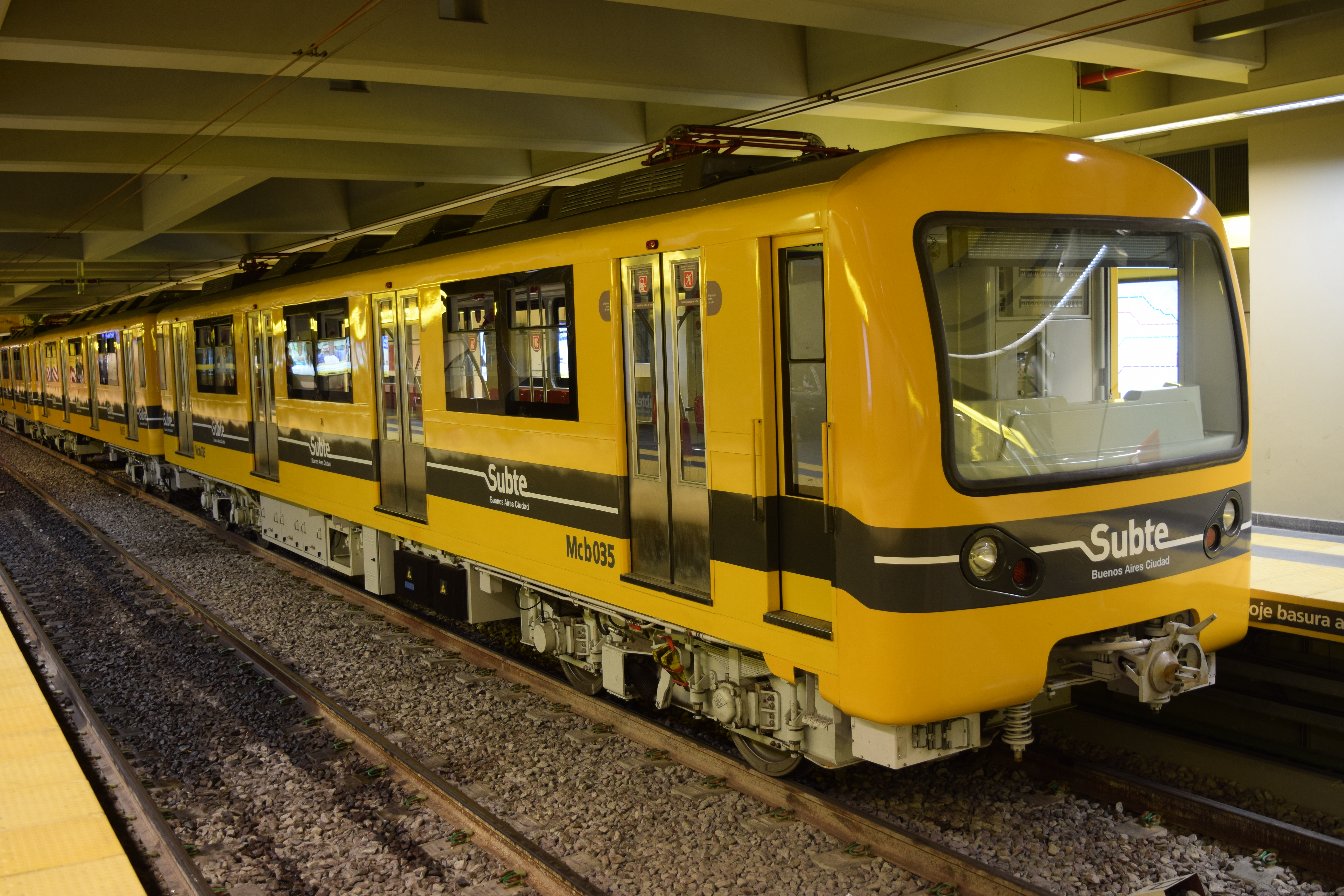
Un Siemens reformado.

Cuando la Línea H fue inaugurada en 2007, se consideró innecesario comprar nuevo material rodante para la línea hasta que la cantidad de pasajeros fueran lo suficientemente altos para justificar la compra de material nuevo. Entonces, los Siemens fueron puesto de vuelta al servicio y estuvieron presente en la inauguración de la línea (De solo 5 estaciones, en ese momento), lo que convirtió a la Línea H en la cuarta línea que fue inaugurada por los coches, y la primera en ser inaugurada por material rodante usado. A medida que la línea fue ampliada, se adquirieron 120 coches Alstom Metrópolis Serie 300, siendo retirados el 26 de julio de 2016.
En la línea A, funcionan unos Siemens reformados por el Grupo Emepa y Alstom como material rodante provisional hasta que arriben la totalidad de los Coches serie 200 del Subte de Buenos Aires
En enero de 2017, alguno de los coches fueron puestos a subasta.

## Galería

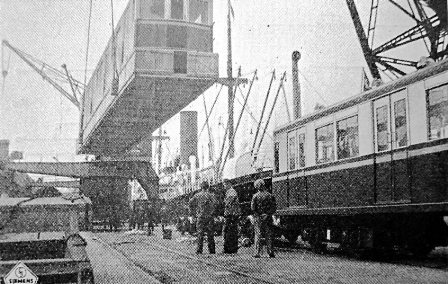
Los primeros Siemens en el Puerto de Buenos Aires (c.1934)
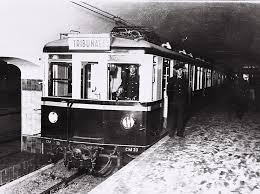
Siemens O&K En La Inauguración De La Línea D (1937).
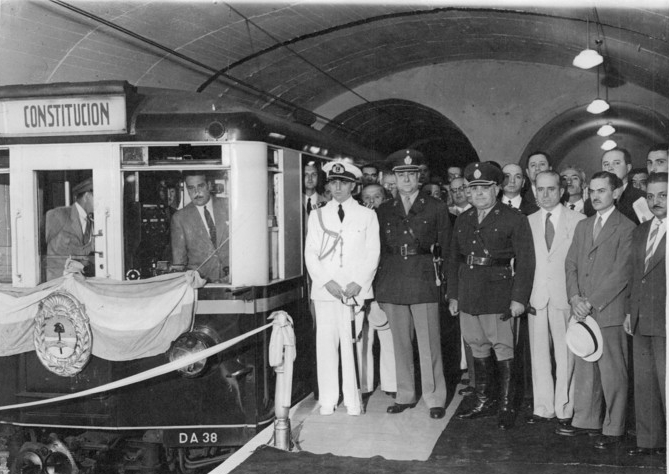
Siemens O&K durante la inauguración de la Línea E (1944).
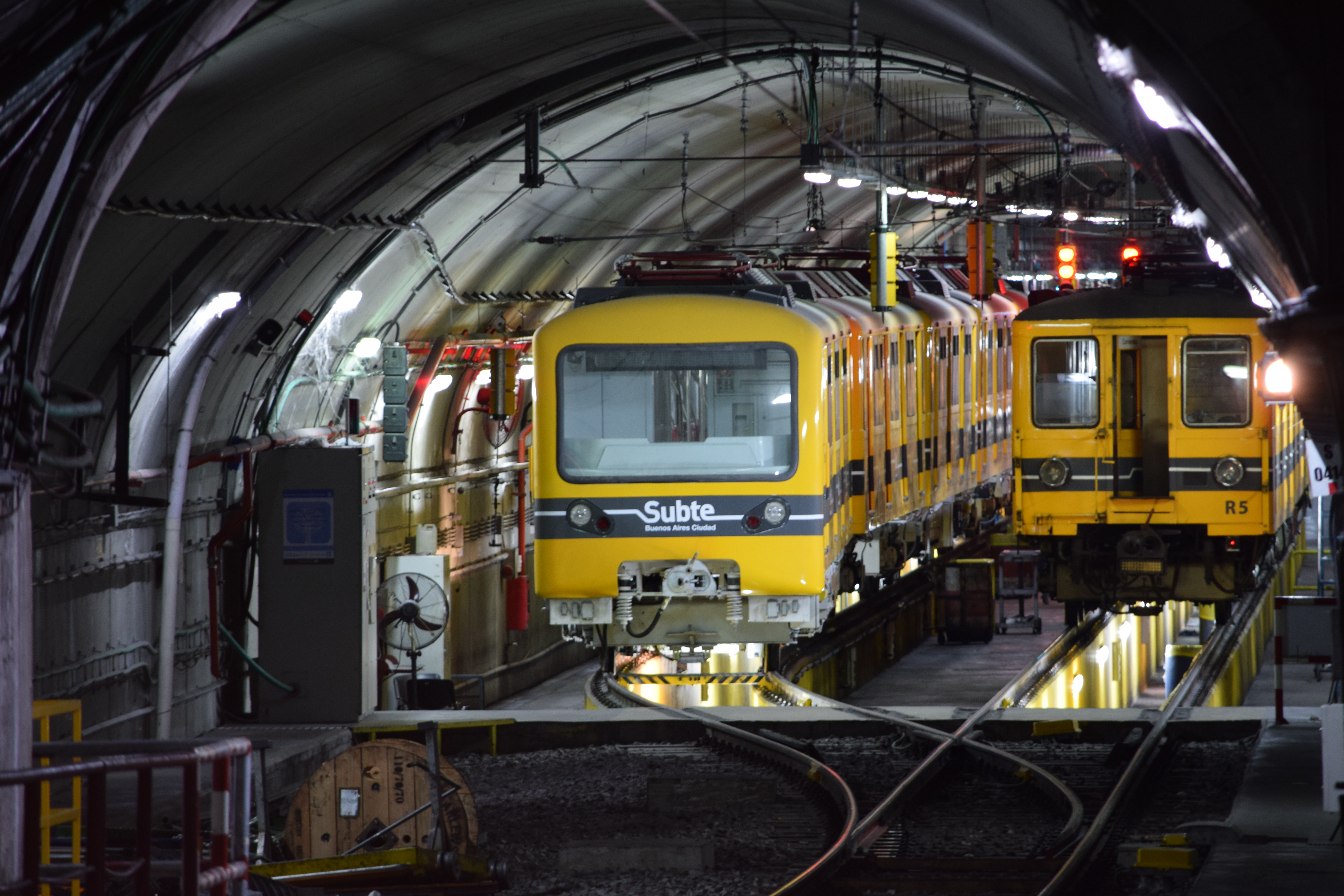
Coches originales y reformados en los talleres de la Línea H.
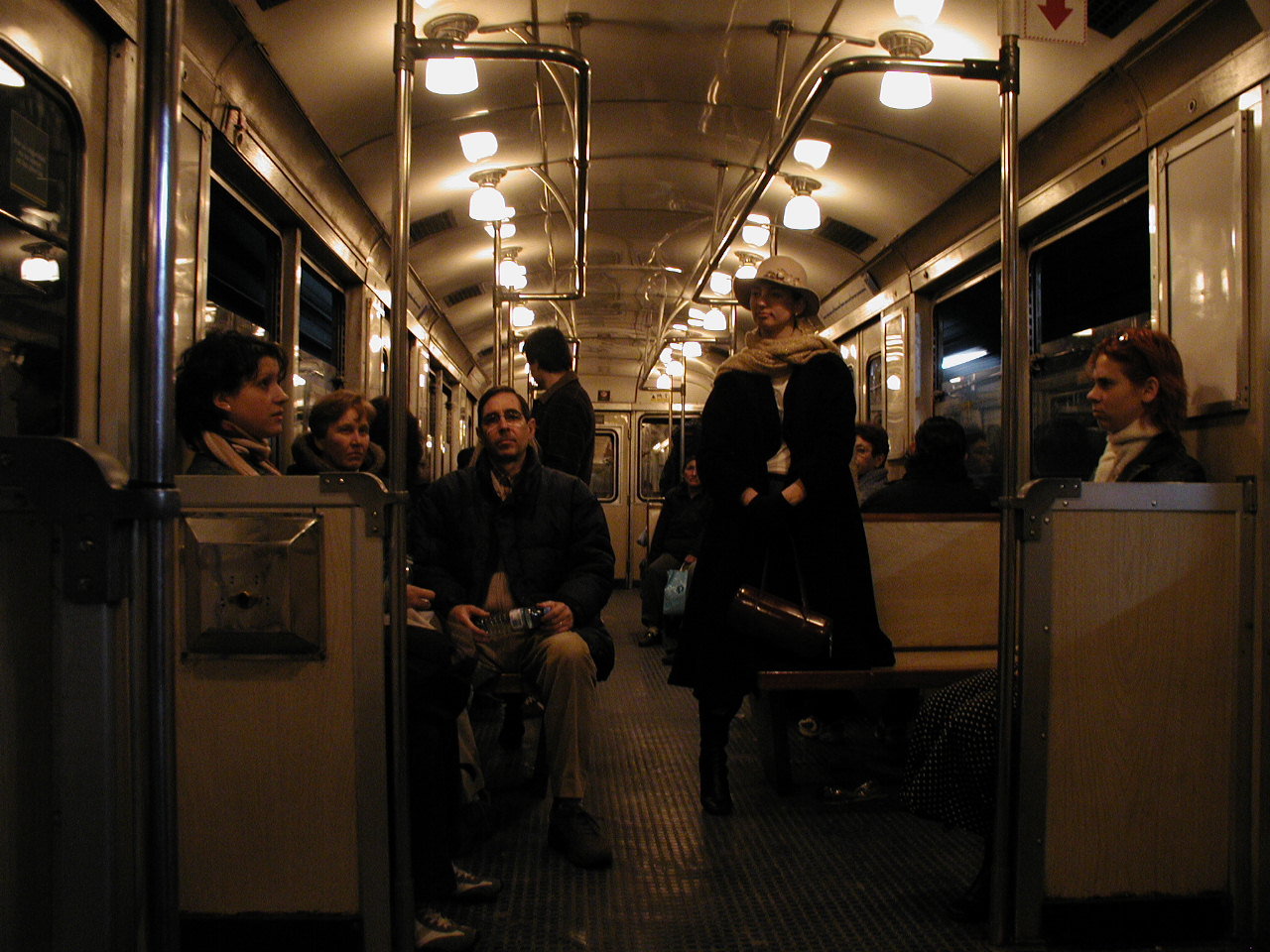
Interior de un coche original.
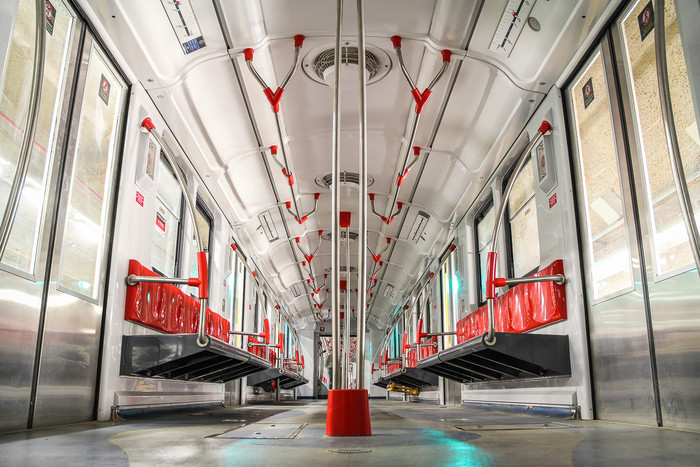
Interior de un coche reformado.
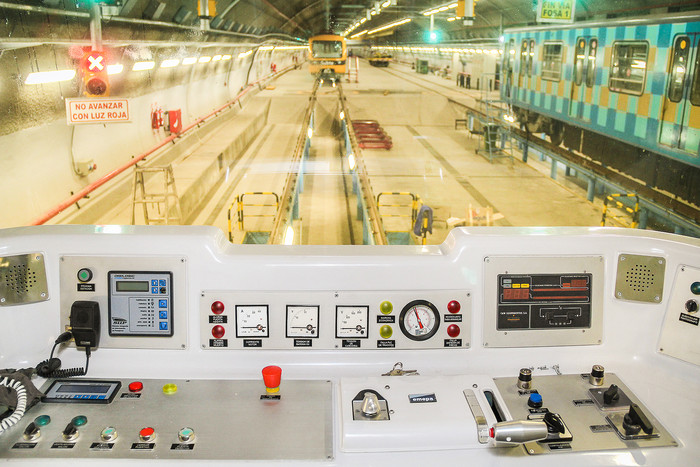
Cabina de conductor de un coche reformado.